# Bernard Dowiyogo
Bernard Dowiyogo (14. veljače 1946. – 9. ožujka 2003.) bio je političar i predsjednik otočne države Nauru.
Zastupnik parlamenta Dowiyogo je postao 1973. godine. Tijekom tih prvih godina u parlamentu smatran je protivnikom Hammera DeRoburta koji je prvi predsjednik Naurua.
Predsjednik države postao je 1976. nakon što je pobijedio DeRoburta. Prvi mandat mu je trajao nešto više od godinu dana. Tijekom idućih nekoliko godina Dowiyogo je bio predsjednik države nekoliko puta, a najduži mandat mu je bio od 1989. do 1995. godine.
Tijekom 1980-ih kritizirao je Francusku i SAD zbog nuklearnih istraživanja u tom području.
Dowiyogo je umro 2003. godine u bolnici u Washingtonu, nakon srčanih tegoba uzrokovanih dijabetesom koji je vrlo česta bolest na Nauruu.